# Полет 255 на „Нортуест Еърлайнс“
Полет 255 на „Нортуест Еърлайнс“ е вътрешен пътнически полет от международното летище в Сагино, Мичиган до Санта Ана, Калифорния, през Ромул, Мичиган и Финикс, Аризона в Съединените американски щати. На 16 август 1987 г. „Макдонъл Дъглас MD-82“, който лети по маршрута, се разбива малко след излитане от летище „Детройт Метрополитън“, което довежда до смъртта на всички 6 членове на екипажа и 148 от 149-те пътници, заедно с 2-ма души на земята. Единственият оцелял е 4-годишно момиче, което е с тежки наранявания. Това е втората най-смъртоносна авиационна катастрофа по това време в Съединените американски щати, най-смъртоносната самолетна катастрофа в историята на Мичиган и най-тежката катастрофа за „Нортуест Еърлайнс“. Преди катастрофата на самолета при полет 171 на „Еър Индия“ през 2025 г., това е и най-смъртоносната авиационна катастрофа с един оцелял.
Националният съвет за безопасност на транспорта определя, че вероятната причина за инцидента е неуспехът на екипажа на полета да използва контролния списък и да се увери, че задкрилките и ламелите са в позиция за излитане. За инцидента допринася липсата на електрическо захранване към системата за предупреждение при излитане на самолета, която по този начин не предупреждава екипажа, че самолетът не е конфигуриран правилно за излитане. Причината за липсата на електричество не може да бъде установена. Окончателният доклад заключава, че инцидентът е причинен от пилотска грешка.
В памет на жертвите през 1994 г. на мястото на катастрофата е издигнат мемориал от черен гранит, той стои на върха на хълма на „Мидълбелт Роуд“ и I-94. На мемориала има гълъб с лента в клюна и текст, който гласи: „Техният дух все още живее...“; под него са имената на загиналите при катастрофата. Друг паметник на жертвите (много от които са от района на Финикс) стои до кметството на Финикс.